# 鈴江秀樹
鈴江 秀樹（すずえ ひでき）は、日本のテレビプロデューサー。日本テレビ音楽代表取締役社長（日本テレビ放送網グループ推進本部出向局次長）。
以前は同局情報カルチャー局次長兼チーフプロデューサー兼編成局番組制作向上推進事務局員→編成局次長を務めていた。早稲田大学卒。

## 履歴
- 情報番組のディレクターを経て『ザ!世界仰天ニュース』で初プロデューサー。
- 2008年7月1日付で同局のチーフプロデューサーに。
- 2012年6月1日付で情報エンターテインメント局次長兼チーフプロデューサーに。
- 2012年12月1日付で情報エンターテインメント局が情報カルチャー局に改組。
- 2015年6月1日付で編成局次長。
- 2015年12月1日付で兼ライツセンター長（ライツセンターは2017年5月31日で廃止）。
- 2018年6月1日付でグループ推進本部出向局次長兼日本テレビ音楽常務取締役に就任し、2020年6月1日付で代表取締役社長に昇格。

## 担当番組

### 現在
スペシャル番組
- ビートたけしの教科書に載らない日本人の謎
- 世界ワケあり家族!!〜家政婦になってミタ!〜
- 全問解くまでオワラナイクイズ 耐Q
- なかそね荘
- 海を渡ったサムライ&なでしこ 世界が認めた日本人に感謝状SP
- クイズ トキハカネナリ
- もしもの夢叶えます! 魔法のランプSHOW
- 人体の謎を解き明かせ!特命調査機関ゴンゾウ
- 家計防衛検定!お金を守るTV
- 7daysチャレンジTV
- 日本一テレビ リアルロボットバトル日本一決定戦
- 行商の巨人〜ニッポンを売り歩け!〜

### 過去
- ザ・ワイド（ディレクター）
- 億万のココロ・愛しのマネー$伝説（プロデューサー）
- 世界!超マネー研究所（プロデューサー）
- 専門チャンネル 専テレgo!go!（チーフプロデューサー）
- 日本史サスペンス劇場（企画・プロデューサー⇒チーフプロデューサー）
- 未来創造堂（チーフプロデューサー）
- 奇跡の生還! 九死に一生スペシャル（チーフプロデューサー）
- 浜田探検部（チーフプロデューサー）
- はじめてのおつかい（チーフプロデューサー）
- 中井正広のブラックバラエティ（チーフプロデューサー）
- 週末のシンデレラ 世界!弾丸トラベラー（チーフプロデューサー）
- 全国警察犯罪捜査網（チーフプロデューサー）
- 超再現!ミステリー（チーフプロデューサー）
- キューピッドは芸能人 タカトシのラブカ〜恋が生まれる運命のカード〜（チーフプロデューサー）
- J'Jシリーズ（チーフプロデューサー）
  - 山下智久・ルート66〜たった一人のアメリカ
  - J'J Kis-My-Ft2 北山宏光 ひとりぼっちインド横断 バックパックの旅
  - J'J Hey!Say!JUMP 髙木雄也&知念侑李 ふたりっきり フランス縦断各駅停車の旅
  - J's Journey 滝沢秀明 南米縦断 4800km
  - J'J A.B.C-Z オーストラリア縦断 資金0円ワーホリの旅
  - J'sティーチャー Kis-My-Ft2 藤ヶ谷太輔 極東ロシアを行く
- 熱血!スクールスクープ（チーフプロデューサー）
- 赤丸!スクープ甲子園（チーフプロデューサー）
- JMK 中島健人ラブホリ王子様（チーフプロデューサー）
- 交通警察 真夏の大捜査線（チーフプロデューサー）
- 心ゆさぶれ!先輩ROCK YOU（チーフプロデューサー）
- それゆけ!ゲームパンサー!（チーフプロデューサー）
- PON!（チーフプロデューサー）
- ザ!世界仰天ニュース（演出→プロデューサー→チーフプロデューサー）
- 宝探しアドベンチャー 謎解きバトルTORE!（チーフプロデューサー）
- シューイチ（チーフプロデューサー）
- トリックハンター（チーフプロデューサー）
- 超問クイズ! 真実か?ウソか?（チーフプロデューサー）
- ママモコモてれび（チーフプロデューサー ）